# Australische taling
De Australische taling (Anas gracilis) is een vogel uit de familie Anatidae. De wetenschappelijke naam van de soort is voor het eerst geldig gepubliceerd in 1869 door Buller.

## Voorkomen
De soort komt wijdverbreid voor in  Australië en telt 2 ondersoorten:
- A. g. gracilis: van Nieuw-Guinea tot Australië, Nieuw-Caledonië en Nieuw-Zeeland.
- A. g. remissa: Rennell (Salomonseilanden).

## Beschermingsstatus
Op de Rode Lijst van de IUCN heeft de soort de status niet bedreigd.